# Final Embrace
Final Embrace é uma foto que mostra duas vítimas nos escombros do colapso de abril de 2013 do edifício Rana Plaza de oito andares em Savar Upazila, Bangladesh. A foto, tirada pela fotógrafa freelance Taslima Akhter, conquistou o terceiro lugar no terceiro lugar (single) do World Press Photo na categoria 'spot news'. Também foi selecionada entre as "10 melhores fotos de 2013" da revista Time.
Akhter é membro da Nari Sanghati (uma organização de bem-estar das mulheres) e do grupo político de esquerda Gana Sanghati Andolon. Ela trabalha como professora na Pathshala, uma escola de fotografia em Dhaka.